# Crédito académico
Un crédito académico es la unidad que mide el tiempo de formación de un estudiante en educación superior, en función de las competencias profesionales y académicas que se espera que el programa desarrolle en él. La utilidad de los créditos académicos es tener un parámetro de comparación entre los diferentes programas formativos que existen y da una idea de la calidad del mismo en relación con otros.
En la jerga burocrática universitaria, un crédito es una unidad de medida de la dificultad de una asignatura, en función de la cual se calcula el precio a pagar por la matriculación. En principio, esta es la explicación que se suele dar. No obstante, la percepción de la dificultad que entraña una materia determinada es algo totalmente subjetivo. Hasta la introducción del Tratado de Bolonia, el cálculo estaba basado en el número de horas (carga lectiva) impartidas por el profesor, de forma que un crédito correspondía a 10 horas de formación académica. Pero este sistema evaluaba meramente el esfuerzo del docente para transmitir el conocimiento y no el de los alumnos para entenderlo.

## Función
Una de las funciones básicas del crédito académico es la de ser un referente que permite la movilidad de personas con alguna profesión entre instituciones educativas o países donde puedan continuar sus estudios o ejercer esa profesión.
Puede considerarse al crédito académico como un indicador de la calidad del programa educativo debido a la idea generalizada de que mayor tiempo necesario para impartir el conocimiento implica mayor la dificultad. Esto por sí solo no se justifica, por lo que debe ser complementado con otras informaciones como la malla curricular o plan de estudios, la metodología de enseñanza–aprendizaje, la naturaleza en sí del conocimiento a ser impartido, el perfil de los docentes, las condiciones físicas del espacio educativo, el acceso a recursos educativos, la utilización de las tecnologías de la información y la comunicación (TIC), entre otros.

## Equivalencia en horas
Un crédito académico equivale a 25 horas totales de trabajo del estudiante[¿dónde?], incluidas las horas académicas con acompañamiento docente y las demás horas que deba emplear en actividades independientes de estudio, prácticas, preparación de exámenes u otras que sean necesarias para alcanzar las metas de aprendizaje propuestas, sin incluir las destinadas a la presentación a exámenes finales.
Por lo general, en asignaturas típicas, una hora de clase implica varias horas adicionales de trabajo independiente, dos en pregrado y tres en posgrado. La relación real dependerá de la asignatura específica, de su carácter teórico o práctico y de la metodología que emplee la institución. Es decir, existen asignaturas que por su propia naturaleza requieren del acompañamiento permanente del docente y que, por tanto, no requieren de trabajo independiente de los estudiantes.
El número de horas semanales de trabajo de un estudiante por un crédito depende del número de semanas del período lectivo. Así mismo, el número de horas presenciales depende de la naturaleza de la asignatura y de la metodología empleada. Por ejemplo, en un período semestral de 16 semanas, un crédito implica (48/16) tres horas semanales de trabajo por parte del estudiante, de las cuales una será presencial y dos de trabajo adicional no presencial. Cuando el período semestral corresponde a 16 semanas (48/16), un crédito académico implica 3 horas semanales de trabajo por parte del estudiante, una en clase y dos fuera de ella.  Si el curso es de 2 créditos implica que el estudiante tendrá 2 horas de clase y deberá trabajar 4 horas.
En el caso de la región de Centroamérica un crédito académico para los programas presenciales equivale a 16 horas de clase presencial. En los programas semipresenciales, o a distancia, un crédito académico equivale a 32 horas de trabajo extra aula,como por ejemplo lecturas, investigaciones, desarrollo de proyectos, etc. Por ejemplo, existen cursos semestrales de programas presenciales que acreditan 3 créditos; esto implica que a lo largo del semestre se tendrán 48 horas de clase presencial.
En Colombia el crédito académico equivale a 48 horas totales de trabajo del estudiante, incluidas las horas académicas con acompañamiento docente y las demás horas que deba emplear en actividades independientes de estudio, prácticas, preparación de exámenes u otras que sean necesarias para alcanzar las metas de aprendizaje propuestas, sin incluir las destinadas a la presentación a exámenes finales.

## Tratado de Bolonia
El Tratado de Bolonia es el acuerdo que fundó el Espacio Europeo de Educación Superior para la consecución de numerosos objetivos de unificación de criterios y mejora de la calidad de la enseñanza a nivel paneuropeo. Con el Tratado de Bolonia hay dos tipos de clases: clases magistrales, en las cuales el profesor hace una exposición de la materia sin intervención del alumnado y clases interactivas, donde sí interviene el alumnado haciendo preguntas o, simplemente, para que el profesor pueda realizar una clase más especializada repartiendo el total de la clase en grupos que se alternan, para que todos los grupos tengan las mismas horas de sesiones interactivas.

## ECTS
Dentro del programa Erasmus se utilizan los créditos del «European Credit Transfer System». Estos sirven a la hora de convalidar, reconocer o transferir asignaturas como una guía para saber cuáles son verdaderamente equivalentes, a pesar de nombres y horarios completamente diversos. El ECTS está basado en el Tratado de Bolonia. En el nuevo ordenamiento universitario español la tradicional convalidación de asignaturas se ha sustituido por un sistema de reconocimiento y transferencia de créditos ECTS.